# کاردنیسا
کاردنیسا دهستانی در استان آبیلای اسپانیا است. در این دهستان ۵۵۰ نفر زندگی می‌کنند. مساحت این دهستان ۴۰٫۶۲ کیلومتر مربع است.